# Richard den Tredje
|  | For andre betydninger af Richard 3., se Richard 3. (flertydig) |
Richard den Tredje er et historisk drama af William Shakespeare skrevet kort efter 1590.
Stykket centrerer sig omkring titelrollen, den engelske konge Richard 3.
Stykket begynder med titelrollens monolog hvis første to linjer lyder (i Edvard Lembckes oversættelse):
Nu er vort mismods vinter jo forvandlet

af denne York-sol til en prægtig sommer,
En filmudgave med Ian McKellen i titlenrollen foregår i et fiktivt facistisk England.